# 飛騨酪農農業協同組合
飛騨酪農農業協同組合（ひだらくのうのうぎょうきょうどうくみあい）は、岐阜県高山市に所在していた酪農専門の農業協同組合（専門農協）。

## 概要
- 岐阜県飛騨地域（高山市・下呂市・飛騨市・大野郡白川村）の酪農家で組織及び運営する酪農専門農協である。
- 「飛騨牛乳」のブランドで牛乳や乳製品を生産・販売している。
- 2009年に移転した工場への投資が膨らむなどで債務超過状態となり、返済のめどが立たなくなったこともあり、2024年（令和6年）10月の理事会で組合の解散を決定。2025年（令和7年）3月20日で全ての生産を終了し、同月末で組合を解散[1][2]。同年5月20日、岐阜地方裁判所高山支部に破産を申し立て、28日に破産手続開始の決定を受けた[3]。

## 沿革
- 1929年（昭和4年） - 大野郡大八賀村大字三福寺（現・高山市）に三福寺牛乳販売購買利用組合が設立[4]。
- 1936年（昭和11年） - 三福寺牛乳販売購買利用組合、飛騨牛乳[5]、山田滋養舎[6]の三社の合名会社として、斐太中央ミルクプラントを設立する。
- 1937年（昭和12年） - 高山市神田町にミルクプラントが完成する。
- 1945年（昭和20年） - 飛騨牛乳販売購買利用組合が設立される。
- 1949年（昭和24年） - 飛騨酪農農業協同組合が設立される。
- 1965年（昭和40年） - 高山市岡本町に新工場が完成し、移転する。
- 1996年（平成8年） - 吉城郡神岡町の神岡酪農農業協同組合と合併する。[7]
- 1998年（平成10年） - 益田郡下呂町の益田酪農農業協同組合[8]と合併する。益田酪農農業協同組合の工場を下呂工場とする。
- 2004年（平成16年） - 下呂工場を閉鎖する。
- 2006年（平成18年） - 「飛騨牛乳」が地域団体商標として登録される。
- 2009年（平成21年） - 現在地に工場が完成し、移転する。
- 2025年（令和7年）
  - 3月20日 - 生産を終了。
  - 3月末 - 同農協を解散。
  - 5月28日 - 岐阜地方裁判所高山支部より破産手続開始の決定を受けた。

## 主な商品
- 飛騨牛乳
- 飛騨高原牛乳
- 飛騨ヨーグルト
- 飛騨アイスクリーム
- 飛騨ミルクプリン
- 加工乳・乳飲料（飛騨コーヒー、飛騨オレンジ、飛騨パイン）
- バター
- 生クリーム